# Villamediana de San Román
Villamediana de San Román es una localidad del municipio burgalés de Valle de Valdebezana, en la Comunidad Autónoma de Castilla y León (España).
La iglesia está dedicada a santa María Magdalena.

## Localidades limítrofes
Confina con las siguientes localidades:
- Al norte con el Embalse del Ebro.
- Al este con Cilleruelo de Bezana y Quintanilla de San Román.
- Al oeste con Arnedo y Herbosa.

## Demografía
Evolución de la población
| Gráfica de evolución demográfica de Villamediana de San Román entre 2000 y 2017 |
|                                                                                 |
| Población de derecho (2000-2017) según el padrón municipal del INE              |

## Historia
Así se describe a Villamediana de San Román en el tomo XVI del Diccionario geográfico-estadístico-histórico de España y sus posesiones de Ultramar, obra impulsada por Pascual Madoz a mediados del siglo XIX:

Lugar en la provincia, audiencia territorial, capitanía general y diócesis de Burgos (12 ½ leguas), partido judicial de Sedano (5 ½), ayuntamiento del valle de Hoz de Arreba (2); Situado en terreno llano, con buena ventilación y clima frío, pero saludable; aunque propenso a catarros y pulmonías. Tiene 20 casas y una iglesia parroquial (Santa Magdalena) servida por un cura párroco. El término confina N Herbosa; E Arnedo de Arreba; S y O Quintanilla de San Román. El terreno es de mediana calidad, participa de monte y llano, y le cruzan varios caminos locales. Producciones: cereales, legumbres y patatas; cría ganado vacuno, y caza mayor y menor. Población: 15 vecinos, 66 almas. Capital imponible: 173.
Diccionario geográfico-estadístico-histórico de España y sus posesiones de Ultramar